# Chiesa del Santissimo Crocifisso (Timau)
La chiesa del Santissimo Crocifisso, meglio conosciuta come Tempio Ossario, si trova a lato della SS 52 bis, filiale della chiesa di Santa Gertrude di Timau.

## Storia
Nella seconda metà del XVIII secolo l'antica chiesa del SS. Crocefisso, ormai fatiscente e chiusa al culto, venne restaurata ed elevata a santuario. 
Tra il 1906 ed il 1910 il santuario subì numerose modifiche che ne cambiarono totalmente l'aspetto. Tra il 27 e il 28 ottobre 1917 i soldati italiani, dovendo abbandonare le loro postazioni in seguito alla rotta di Caporetto, incendiarono pure il santaurio.
A guerra finita, si decise di riedificare la chiesa, la cui ricostruzione fu condotta dal 1921 al 1923. 
Nel 1936 il governo prese la decisione di trasformare il santaurio in tempio ossario e, per tal proposito, fu incaricato l'architetto Giovanni Greppi. Al termine dei lavori l'edificio era completamente cambiato.

## Descrizione

### Spoglie custodite
Custodisce 1764 resti mortali di soldati che hanno combattuto la Prima Guerra Mondiale:
- 1466 di essi sono noti
- 298, italiani, non sono stati identificati

Dei 65 austro-ungarici individuati solo ad otto è stato possibile attribuire un nome.
Dal 1937 accoglie la salma della giovane MOVM Maria Plozner Mentil, portatrice carnica, vittima di un cecchino austriaco nel mentre prestava il suo aiuto, come operaia militare, ai militari impegnati nel conflitto bellico in atto.

### Campanile
L'immobile riporta un campanile a vela, caratteristico delle chiese carniche, che sostiene, posizionate a piramide, tre campane:
- la maggiore, 58 cm di diametro, dedicata al SS. Crocifisso e inciso lo stemma vescovile di mons. Giuseppe Nogara, all'epoca arcivescovo dell'arcidiocesi di Udine nella quale il Tempio è compreso territorialmente;
- la media, 51 cm di diametro, dedicata alla Regina dei Dolori la cui immagine è impresso sul manufatto;
- la piccola, 45,5 cm di diametro, dedicata alla Regina della Pace.

#### Opere interne
- composizione pittorica dell’artista Marino Sopracasa, composta da otto pannelli, ispirata alla canzone friulana 'Stelutis alpinis';
- affresco dedicato alle Portatrici Carniche, ai piedi del quale si trovano le spoglie di Maria Plozner Mentil;
- sull'altare è visibile il "Fante Crocifisso", opera dello scultore Giannino Castiglioni e la "Madonna delle Nevi", dipinta nel 1916 dall'artista Fragiacomo di Venezia, per adornare la Cappella del Pal.

## Indicazioni stradali
È raggiungibile:
- in auto, percorrendo l’autostrada A23 Palmanova -Tarvisio, uscita al casello di Carnia, proseguendo per la SS. 52 fino a Tolmezzo, e la SS. 52 bis fino a Comune di Paluzza;
- in treno (linea Udine -Tarvisio, stazione Carnia, circa 35 km) e proseguendo con la linea di autobus SAF da Carnia per Tolmezzo - Paluzza;
- con aereo (aeroporto di Ronchi dei Legionari, circa 110 km), o nave (porto di Trieste, circa 160 km)

## Altre immagini del Tempio

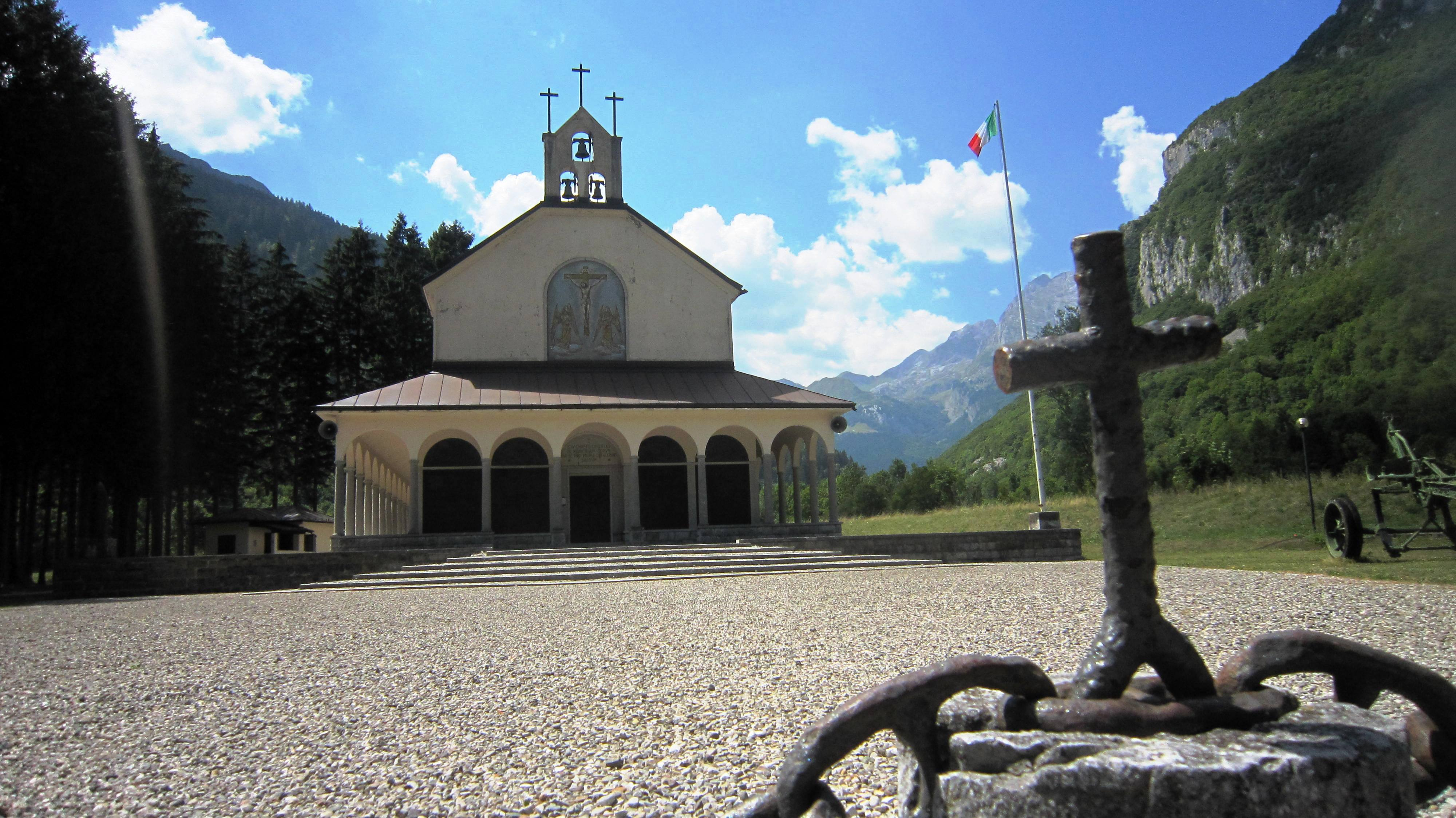
ingresso nel piazzale
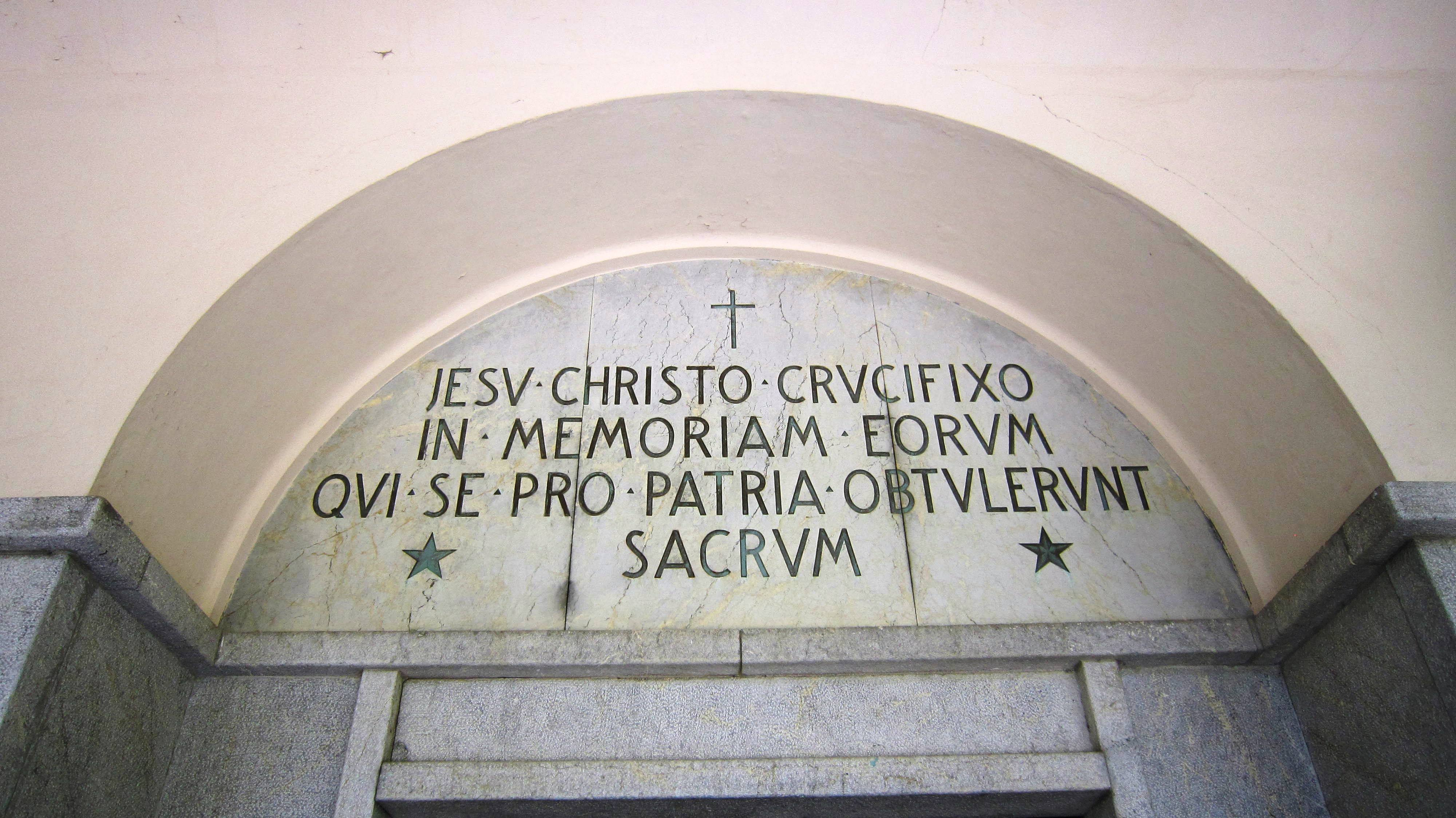
dettaglio sopra la porta di ingresso
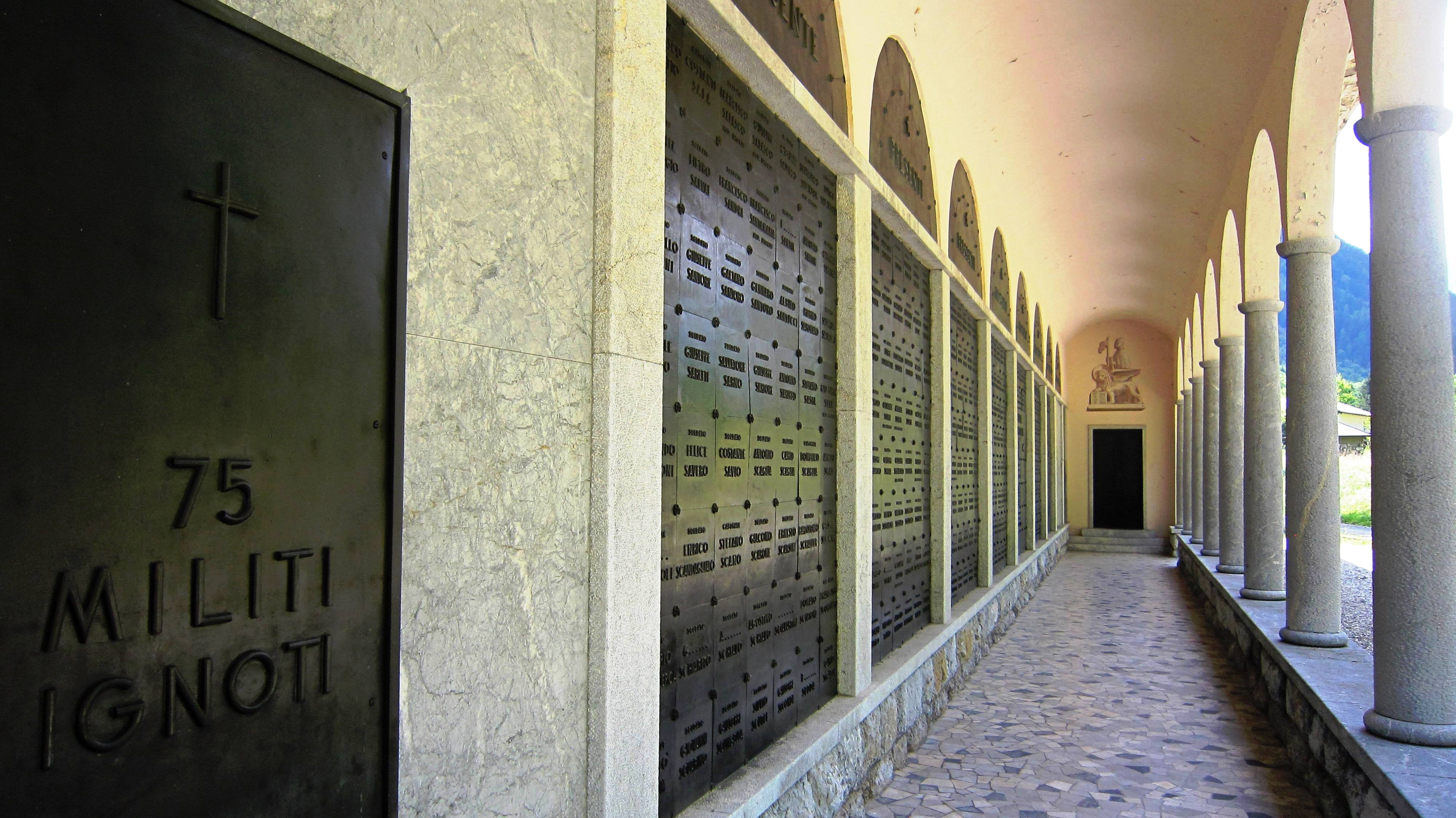
pareti esterne con i nomi dei Caduti
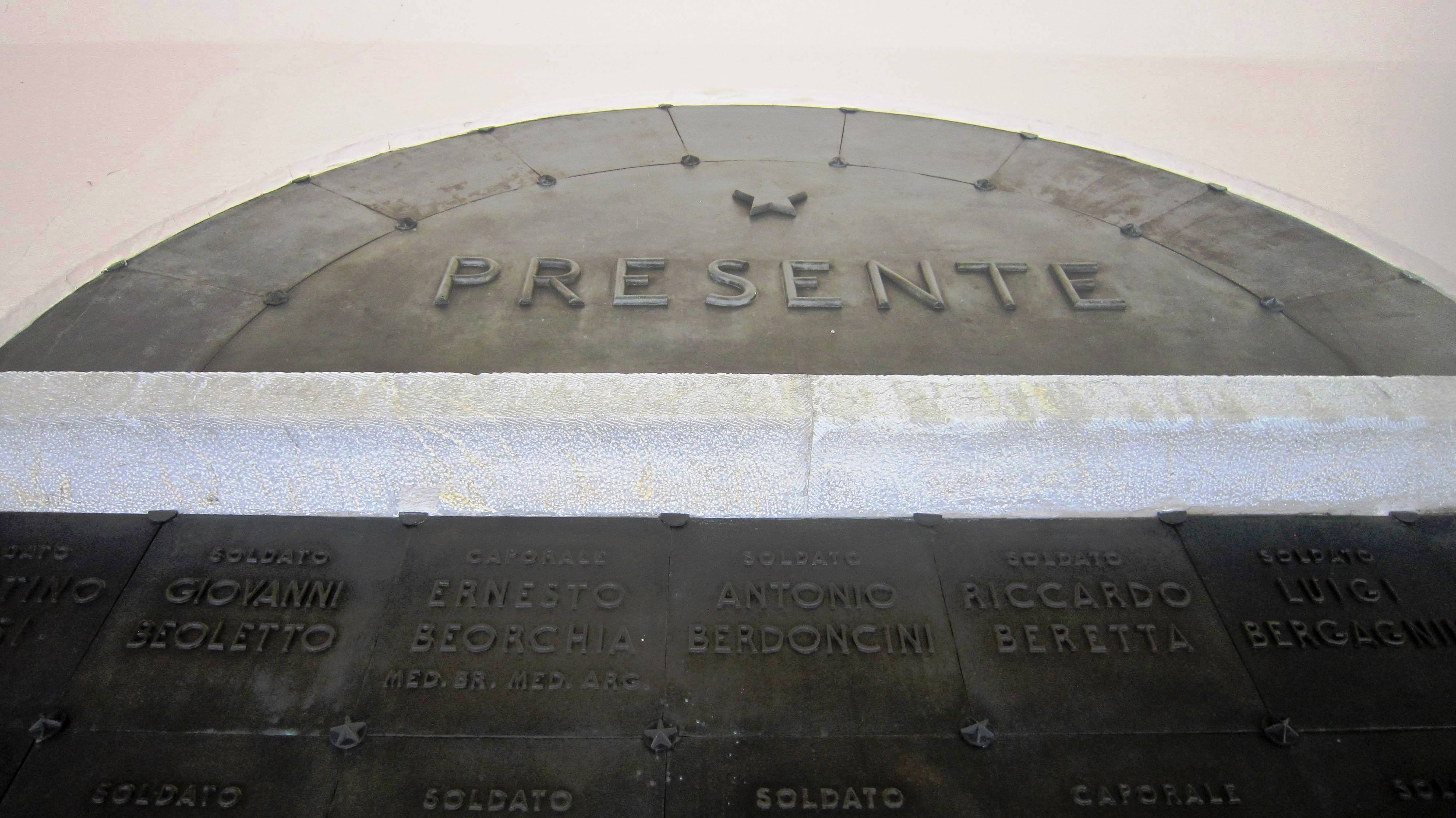
particolare sotto gli archi esterni